# Beornredo da Mércia
Beornredo (em latim: Beornredus; inglês antigo: Beornræd) era rei da Mércia em 757. Beornredo subiu ao trono após o assassinato do rei Etelbaldo. No entanto, ele foi derrotado por Ofa e forçado a fugir do país. Há muito pouca informação sobre ele, existindo apenas menções geralmente muito breves sobre ele. 
Segundo a Crônica Anglo-Saxônica, em 757: "... Etelbaldo, rei da Mércia, foi morto em Seckington, e seu corpo repousou em Repton e ele governou por 41 anos. E então Beornredo sucedeu ao reino e o manteve por pouco tempo e infeliz, e naquele mesmo ano Ofa colocou Beornredo em fuga e conseguiu o reino, e manteve 39 anos ... " 